# Comté de Sierra (Californie)
Pour les articles homonymes, voir Comté de Sierra.
Le comté de Sierra (en anglais : Sierra County) est un comté de l'État de Californie aux États-Unis, situé au nord-est de Sacramento, à la frontière avec le Nevada. Au recensement de 2020, la population du comté, qui a son siège à Downieville, s'élève à 3 236 habitants.

## Démographie
Lors du recensement de 2020, le comté compte une population de 3 236 habitants.
| 1860   | 1870  | 1880  | 1890  | 1900  | 1910  |
| ------ | ----- | ----- | ----- | ----- | ----- |
| 11 387 | 5 619 | 6 623 | 5 051 | 4 017 | 4 098 |

| 1920  | 1930  | 1940  | 1950  | 1960  | 1970  |
| ----- | ----- | ----- | ----- | ----- | ----- |
| 1 783 | 2 422 | 3 025 | 2 410 | 2 247 | 2 365 |

| 1980  | 1990  | 2000  | 2010  | 2020  | - |
| ----- | ----- | ----- | ----- | ----- | - |
| 3 073 | 3 318 | 3 555 | 3 240 | 3 236 | - |